# Stanisław Krzeszkiewicz
Ks. Infułat Stanisław Krzeszkiewicz (ur. 11 października 1868 we Wronkach, zm. 17 września 1944 w Gnieźnie) – ksiądz katolicki, filozof, subregens i sufragan w archidiecezji gnieźnieńskiej.

## Życiorys
Długoletni wicerektor w Prymasowskim Wyższym Seminarium Duchownym w Gnieźnie w latach 1908–1927. Od 1928 ojciec duchowny (wykładowca) tego seminarium, prokurator seminarium i arcybiskupi deputat do spraw dyscypliny seminaryjnej. Ojciec duchowy (opiekun recenzent) wielu księży, w tym błogosławionego kościoła katolickiego, księdza Michała Kozala.
W latach 1922–1939 był kanonikiem kapituły kościoła metropolitalnego w Gnieźnie, a wcześniej kapituły przy kolegiacie św. Jerzego w Gnieźnie (w latach 1908–1922). Od 1922 pełnił funkcję najpierw teologa-kustosza, następnie (od 1930) dziekana kapituły. Był także redaktorem naczelnym takich pism jak „Nowa Biblioteka Kaznodziejska” (1913–1920), „Studia Katechetyczne” i „Studia Homiletyczne”, w latach 1911–1912 współredagował także „Wiadomości Apologetyczne”. Ceniony prałat- kaznodzieja katedralny (ad interim) od 1908 roku. W 1930 roku mianowany infułatem.
Reformator metodyki religijnej i homiletyki. Tajny Szambelan Papieski od 1914. Członek kurii metropolitalnej, w tym Rady Administracyjnej i Trybunału Metropolitalnego w funkcji Promotora Sprawiedliowści. Oddany Kościołowi duchowny (cztery funkcje w kurii, najaktywniejszy w 1939) (Le chapitre métropolitain est dispersé. Sont restés dans leur maison le Vicaire Général et Mgr Krzeszkiewicz. Les autres sont expulsés de leur résidence et le Chanoine Brasse fut déporté.). Bliski przyjaciel biskupa Antoniego Laubitza i ks. kan. Edwarda van Blericqa oraz lekarza psychiatry i filozofa medycyny Kazimierza Filipa Wizego. Jeden z zastępców prymasa Hlonda w archidiecezji gnieźnieńskiej (dziekan kapituły). W okresie międzywojennym pełnił funkcję opiekuna i nadzorcy administracyjnego w Katolickim Domu Sierot i Ochronki św. Wojciecha.
W swojej działalności starał się wprowadzać pozytywne reformy administracyjne. Przyczynił się do zmian administracyjnych gnieźnieńskiego seminarium w 1927 i Katolickiego Domu Sierot i Ochronki św Wojciecha w 1924, nazwanej odtąd: Katolicki Dom Sierot – Zakład Zamknięty w Gnieźnie. Starał się także wzmacniać instytucjonalność Kościoła Rzymsko-Katolickiego (Przewodniczący Związku Kapłanów „Unitas” i Sodalicji Kapłanów, dyrektor Dzieła św Piotra Apostoła). W latach 1941–1944 pełnił funkcję arcypasterza powiatu gnieźnieńskiego. Zmarł w Gnieźnie w 1944 roku.

## Publikacje
- Metodyka nauki religii (Poznań 1921)
- Kazania katechizmowe (1925)
- O metodzie nauczania katechizmu. „Nowa Biblioteka Kaznodziejska” (1915–1916)
- Cykl artykułów „Studia Katechetyczne” i „Studia Homiletyczne” (1913–1920)
- Homiletyka (Poznań 1911)
- O obowiązkach duszpasterza w smutnych czasach dzisiejszych (Poznań 1907)
- Topika, czyli nauka o wynalezieniu materyi kazania (Poznań 1913)
- Ojciec św. Pius X. i jego następca Benedykt XV (Poznań 1914)